# ريا بيلي
ريا بيلي (بالإنجليزية: Rhea Bailey)‏ هي ممثلة بريطانية، ولدت في 12 يوليو 1983 بليدز في المملكة المتحدة.

## وصلات خارجية
- ريا بيلي على موقع IMDb (الإنجليزية)
- ريا بيلي على موقع قاعدة بيانات الفيلم (الإنجليزية)